# Nikola Sudová
Nikola Sudová (* 17. März 1982 in Jablonec nad Nisou) ist eine tschechische Freestyle-Skierin. Sie ist auf die Buckelpisten-Disziplinen Moguls und Dual Moguls spezialisiert. Ihre vier Jahre jüngere Schwester Šárka Sudová betreibt die gleiche Sportart.

## Biografie
Sudová debütierte am 9. Januar 1999 im Freestyle-Skiing-Weltcup und erreichte dabei in Mont Tremblant den 31. Platz. Verletzungsbedingt musste sie die gesamte Saison 1999/2000 ausfallen lassen. Weltcuppunkte holte sie erstmals am 14. Dezember 2000 als 26. in Tignes. Aufgrund ungenügender Leistungen wurde sie in der zweiten Saisonhälfte in den Europacup versetzt, wo sie fünfmal in Folge gewinnen konnte. Zu Beginn der Saison 2001/02 stieß sie in Tignes erstmals unter die besten zehn eines Weltcuprennens vor.
Im Winter 2002/03 etablierte sich Sudová im Mittelfeld, bei der Weltmeisterschaft 2003 in Deer Valley erzielte sie zwei Top-10-Ergebnisse. In der Saison 2003/04 begann sie sich langsam der Weltspitze anzunähern, mit einem vierten Platz als bisher bestes Ergebnis. Am 8. Januar 2005 konnte Sudová in Mont Tremblant ihr erstes Weltcuprennen gewinnen, dem vier weitere Podestplätze folgten. Zum Saisonabschluss gewann sie bei der Weltmeisterschaft 2005 in Ruka die Silbermedaille im Moguls-Wettbewerb.
Nachdem Sudová in der Saison 2005/06 weitere zwei Podestplätze erzielt hatte, gewann sie am 18. März 2006 in Apex zum zweiten Mal ein Weltcuprennen. Bei den Olympischen Winterspielen 2006 wurde sie Sechste. In der Saison 2006/07 reichte es ihr dreimal zu einem vierten Platz und bei der Weltmeisterschaft 2007 in Madonna di Campiglio zu zwei weiteren Top-10-Platzierungen. Im Winter 2007/08 stand Sudová im Weltcup viermal auf dem Podest und war nie schlechter als auf dem siebten Platz klassiert, in der Disziplinenwertung musste sie sich lediglich der Seriensiegerin Aiko Uemura geschlagen geben.
Weitere viermal auf dem Podest stand Sudová in der Saison 2008/09, zu einem weiteren Sieg fehlte jeweils nur wenig. Bei der Weltmeisterschaft 2009 in Inawashiro gewann sie die Moguls-Bronzemedaille. Weitere zwei Podestplätze kamen in der laufenden Weltcupsaison 2009/10 hinzu.

## Erfolge

### Olympische Spiele
- Salt Lake City 2002: 19. Moguls
- Turin 2006: 6. Moguls
- Vancouver 2010: 16. Moguls
- Sotschi 2014: 9. Moguls

### Weltmeisterschaften
- Whistler 2001: 26. Moguls
- Deer Valley 2003: 7. Moguls
- Ruka 2005: 2. Moguls
- Madonna di Campiglio 2007: 9. Moguls
- Inawashiro 2009: 3. Moguls
- Deer Valley 2011: 7. Dual Moguls, 8. Moguls
- Voss 2013: 6. Dual Moguls, 7. Moguls
- Voss 2015: 16. Moguls, 18. Dual Moguls

### Weltcupwertungen
- Saison 2004/05: 9. Gesamtweltcup, 4. Moguls-Weltcup
- Saison 2005/06: 9. Gesamtweltcup, 4. Moguls-Weltcup
- Saison 2006/07: 8. Moguls-Weltcup
- Saison 2007/08: 6. Gesamtweltcup, 2. Moguls-Weltcup, 7. Dual-Moguls-Weltcup
- Saison 2008/09: 6. Gesamtweltcup, 4. Moguls-Weltcup
- Saison 2010/11: 8. Moguls-Weltcup
- Saison 2011/12: 8. Gesamtweltcup, 3. Moguls-Weltcup
- Saison 2012/13: 8. Moguls-Weltcup
- Saison 2014/15: 8. Moguls-Weltcup

### Weltcupsiege
Sudová errang bis jetzt 23 Podestplätze, davon 2 Siege:
| Datum          | Ort            | Land   | Disziplin |
| -------------- | -------------- | ------ | --------- |
| 8. Januar 2005 | Mont Tremblant | Kanada | Moguls    |
| 18. März 2006  | Apex           | Kanada | Moguls    |

## Weitere Erfolge
- 7 Podestplätze im Europacup, davon 5 Siege